# Alan Titus
Alan Titus (* 28. Oktober 1945 in New York City) ist ein US-amerikanischer Opernsänger (Bariton).

## Leben
Titus studierte bei Aksel Schiøtz an der Colorado School of Music und bei Hans Heinz an der Juilliard School. Bereits als Student trat er bei der Eröffnung des Kennedy Center 1971 in Leonard Bernsteins Mass unter Leitung des Komponisten auf. Als Opernsänger debütierte er in der Rolle des Marcello in La Bohème an der Washington Opera. Danach trat er an den großen Opernhäusern der USA in deutschen, französischen und italienischen Opern auf. Er sang Partien wie den Papageno in Die Zauberflöte, Harlekin in Ariadne auf Naxos, Eisenstein in Die Fledermaus, Posa in Don Carlo und Ford in Falstaff, debütierte an der Metropolitan Opera unter Leitung von James Levine und arbeitete mit Dirigenten wie John Pritchard, Christoph von Dohnányi, James Levine, Lorin Maazel und Sergiu Celibidache.
In Europa debütierte er 1974 als Pelleas in einer Aufführung von Pelléas et Mélisande in Amsterdam. Danach kehrte er regelmäßig nach Europa zurück und hatte Auftritte u. a. in Mailand, Hamburg, Wien, Barcelona, Berlin, Frankfurt, Köln, Paris und Glyndebourne. Ab 1986 war er ständiger Gast der Bayerischen Staatsoper, wo er neben den großen Mozartpartien (u. a. die Titelrolle in Don Giovanni, Guglielmo in Così fan tutte und den Grafen Almaviva und den Figaro in Le nozze di Figaro) auch Rollen in Opern von Richard Strauss (Olivier in Capriccio, Mandryka in Arabella, Barak in Die Frau ohne Schatten) sang. 1992 nahm er an einer Japantournee der Bayerischen Staatsoper teil. 1994 wurde er als Bayerischer Kammersänger ausgezeichnet. Ab 1985 trat er auch regelmäßig mit der Hamburger Staatsoper auf.
Mit seinem Auftritt als Orest in Elektra am Teatro alla Scala begann 1994 seine Zusammenarbeit mit dem Dirigenten Giuseppe Sinopoli. Unter Sinopoli sang er 1995 den Jack Rance in La fanciulla del West bei einem Gastspiel der Scala in Japan, in Dresden die Bariton-Partie im Deutschen Requiem von Johannes Brahms und 1999 den Barak in Die Frau ohne Schatten in Mailand sowie an der Opera di Roma den Wotan in Richard Wagners Die Walküre.
Mit Rollen wie dem Hans Sachs in Die Meistersinger von Nürnberg, Kurwenal in Tristan und Isolde und den Titelrollen in Falstaff und Macbeth wechselte Titus Anfang der 1990er Jahre ins Heldenbaritonfach. Bei den Bayreuther Festspielen sang er 1998 und 1999 die Titelrolle in Der fliegende Holländer und 2000 – wieder unter Giuseppe Sinopoli – den Wotan im Zyklus Der Ring des Nibelungen.